# Джорджизм

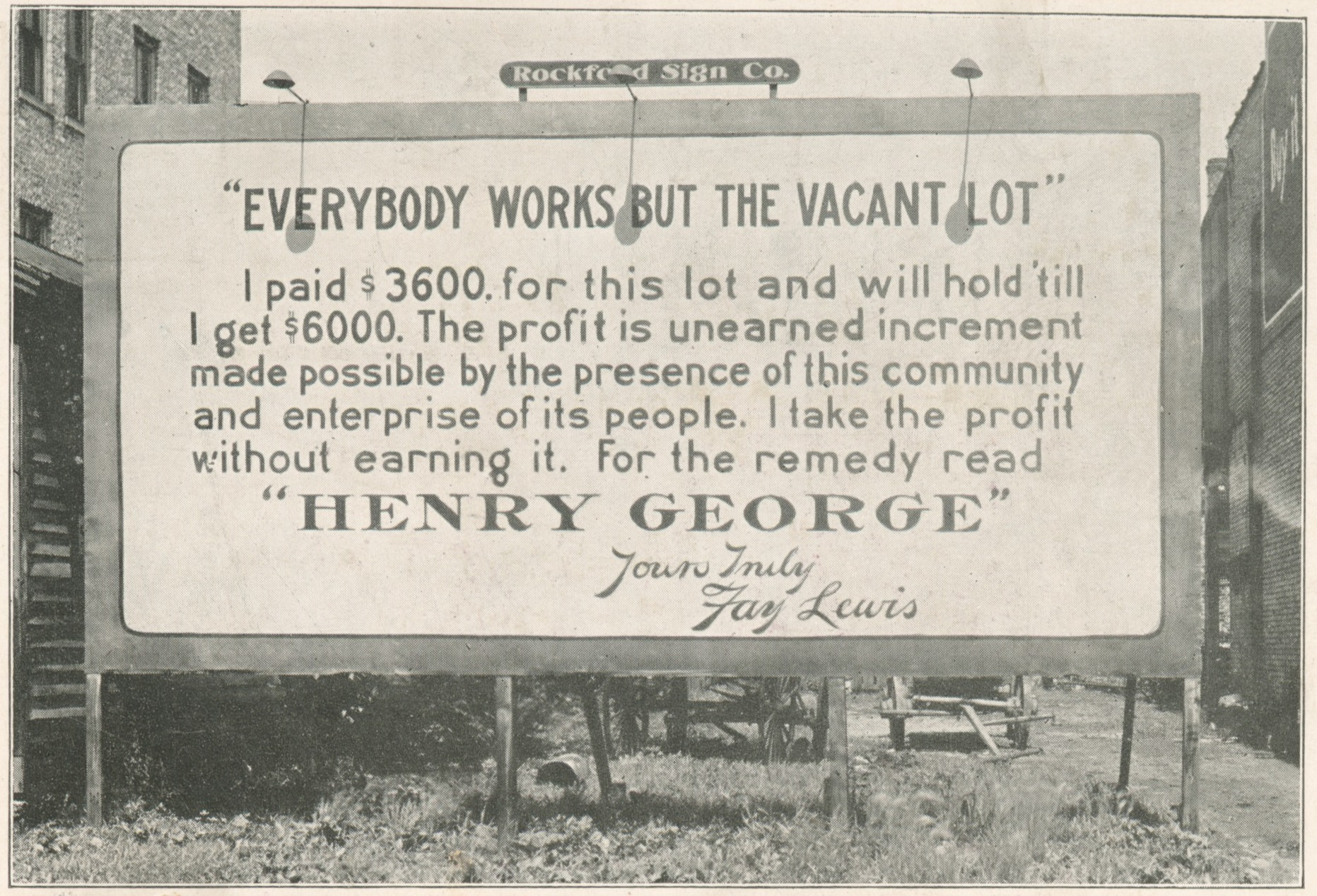
Перформанс Фея Льюїса, в якому він цитує Генрі Джорджа, Рокфорд (Іллінойс), 1914

Джорджизм (англ. Georgism, також геоїзм чи геономіка) — економіко-філософське вчення, в основі якого лежить ідея, що кожен володіє створеним ним продуктом (англ. everyone owns what they create), проте всі природні блага, перш за все земля, належать людству загалом. Розроблена з творів економіста і соціального реформатора Генрі Джорджа, джорджистська ідеологія шукає вирішення соціальних та екологічних проблем, відштовхуючись від прав на землю та державних фінансів, що мають поєднати економічну ефективність із соціальною справедливістю.

Джорджиністський знак 1890-х років.

## Основні положення
Генрі Джордж відомий популяризацією аргумента, що уряд повинен фінансуватися за рахунок земельного податку, а не податку на працю. Джордж вважав, що, хоча наукові експерименти не можуть бути виконані в політичній економії, теорії можуть бути перевірені шляхом порівняння різних суспільств з різними умовами і уявними експериментами про вплив на різні фактори. Застосовуючи цей метод, він прийшов до висновку, що багато проблем, які стоять перед суспільством, наприклад, бідність, нерівність, економічні вибухи і банкрутство, можна передати приватній власності на їхній ресурс — землю. У своїй знаменитій книзі «Прогрес і бідність», Джордж стверджує, що привласнення землі для приватного використання сприяє постійній бідності, незважаючи на технічний прогрес, і призводить до того, що економіка має тенденцію до спаду. За словами Джорджа, люди справедливо володіють тим, що вони створюють, але природні можливості і земля належать однаково усім.
Таким чином, податок на поземельну цінність є найбільш справедливим і рівним з усіх податків. Він падає тільки на тих, які отримують від суспільства особливу і цінну благодійність і пропорційну отримуваному ними благодійністю. Це сприйняття спільнотою, для суспільного використання, тієї цінності, яка є створенням спільноти, це застосування спільної власності для загального використання. Коли вся рента береться за оподаткування для потреб громади, тоді буде досягнута рівність, встановлена природою. Жоден громадянин не матиме переваги над будь-яким іншим громадянином, за винятком того, що він виготовляє, його майстерності та інтелекту; і кожен отримає те, що він справедливо заробить. Тоді, але не раніше, робота отримає свою повну винагороду, а капітал — природний дохід.
 — Генрі Джордж «Прогрес і бідність», Книга VIII, Глава 3.
Джордж вважав, що існує важлива відмінність між загальною і колективною власністю. Хоча рівні права на землю можуть бути досягнуті шляхом націоналізації землі, а потім передачі її в оренду приватним користувачам, Джордж віддав перевагу оподаткуванню вартості землі і залишив контроль над землею в основному в приватних руках. Міркування Джорджа про залишення землі у приватному контролі та повільний перехід до податку на землю полягало в тому, що це не призвело б до штрафування існуючих власників, які мали кращу землю, а також були б менш суперечливими в країні, де вже видано права власності на землю.
Джорджиністи відзначають, що приватне багатство соціалізується через податкову систему (наприклад, через податок на доходи та збут), тоді як багатство землі приватизується в ціні власність на землю та банківські іпотечні кредити. Протилежне було б у випадку, якщо рента замінила податки на працю як основне джерело державних доходів. Соціально створене багатство стане доступним для використання громадою, а плоди праці залишаться приватними. Стягнення плати за користування землі стане засобом підвищення державних доходів, а також прогресивний податок призведе до зменшення економічної нерівності.

### Економічні властивості
Стандартна економічна теорія передбачає, що податок на вартість землі буде надзвичайно ефективним — на відміну від інших податків, він не знижує економічну продуктивність. Мілтон Фрідман писав про податок Генрі Джорджа як невдосконалену вартість землі, як «найменш поганий податок», оскільки, на відміну від інших податків, він не наклав би надлишкового навантаження на економічну діяльність, яка призвела б до нульової або навіть негативної втрати. Отже, заміна інших більш гірших податків податком на вартість землі покращить економічний добробут. Так як податок на вартість землі може поліпшити використання землі та перенаправити інвестиції в продуктивні, нерентабельні заходи, тому він може мати безповоротні втрати, що підвищить продуктивність.
Саме Адам Сміт у своїй книзі «Багатство народів» вперше відзначив ефективність і розподільні властивості податку на землю :
Хоча рента з будинків, в деякому роді схожа на земельну ренту, але в одному вони істотно відрізняються один від одного. Земля, з якої сплачується рента, виробляє її. Рента з будинків сплачується за користування непродуктивним предметом. Ні будинок, ні земля, на якій він стоїть, нічого не виробляють. Тому особа, яка сплачує ренту, повинна брати гроші для цього з якого-небудь іншого джерела доходу, відмінного і незалежного від цього предмета. Податок з найманої плати, або ренти з будинків, оскільки він лягає на роботодавців, повинен братися з того ж джерела, як і сама рента, і повинна сплачуватися з доходу наймачів, одержуваного від заробітної плати, прибутку на капітал або земельної ренти. Оскільки він лягає на роботодавців, він належить до числа тих податків, які падають не тільки на один, а на всі три джерела доходу, і в усіх відношеннях подібний за своїм характером схожий на будь-який інший податок і на будь-який інший предмет споживання. Загалом, не існує такого іншого предмета споживання, за яким краще можна було б робити висновки про широту загальних витрат людини, ніж по сплачуваній їм ренті за будинок. Пропорційний податок на ці витрати міг би, мабуть, приносити більший дохід, ніж те, що вичерпала для себе значна частина Європи. Зрозуміло, якщо податок буде дуже високий, більшість людей будуть намагатися по можливості зменшити свої платежі і будуть задовольнятися будинками менших розмірів, звертаючи більшу частину свого доходу на інші цілі.
Бенджамін Франклін і Вінстон Черчилль зробили подібні розподільні та ефективні аргументи для оподаткування земельної ренти. Вони відзначили, що витрати на податки та вигоди від державних витрат завжди зрештою застосовуються і збагачують, відповідно, власників землі. Таким чином, вони вважали, що найкраще було б покривати та відновлювати вартість державних витрат, застосовуючи публічні збори безпосередньо до власників земельних ділянок, замість того, щоб завдавати шкоди суспільному добробуту, податки оцінювалися на користь таких видів діяльності, як торгівля та робоча сила.
Високий податок на вартість землі перешкоджатиме спекулянтам зберігати цінні природні можливості (наприклад, міську нерухомість) невикористаними або лише частково використаними. Генрі Джордж стверджував, що це матиме багато переваг, включаючи скорочення або ліквідацію податкових тягарів з бідних районів і сільськогосподарських районів, усунення множинності податків і дорогих застарілих державних установ; усунення корупції, шахрайства та ухилення від сплати податків, забезпечення справжньої вільної торгівлі, знищення монополій, підвищення заробітної плати до повної вартості праці. Рівномірний розподіл комфорту, дозвілля та інших переваг, що стають можливими завдяки розвитку суспільства. Отже, уразливість ринкової економіки до економічних бульбашок буде зменшена.